# Suvo jezersko korito
Suvo jezersko korito, takođe poznato kao plaja, je basen ili depresija koja je ranije sadržavala stajaće površinsko vodeno telo, koje nestaje kada procesi isparavanja premaše stopu dopunjavanja. Ako je dno suvog jezera prekriveno naslagama alkalnih jedinjenja, ono je poznato kao alkalna ravan. Ako je prekriveno solju, poznato je kao slanište.

## Terminologija
Ako je basen prvenstveno slan, onda se suvo korito jezera naziva slanište (ostatak slanog jezera). Hardpan je suvi kraj bazena sa unutrašnjim dreniranjem u suvoj klimi. Ovaj naziv se obično koristi u Velikom basenu na zapadu Sjedinjenih Država.

## Literatura
- Briere, Peter R. (мај 2002). „Playa, playa lake, sabkha: Proposed definitions for old terms”. Journal of Arid Environments. Elsevier. 45 (1): 1—7. doi:10.1006/jare.2000.0633.
- John H. Wellington, Southern Africa: a geographical study, Chapter 16 LAKES AND PANS